# Pantoporia
Genre
Le genre Pantoporia regroupe des papillons de la famille des Nymphalidae.

## Liste des espèces
- Pantoporia antara (Moore, 1858).
- Pantoporia assamica Moore, 1881.
- Pantoporia aurelia (Staudinger, 1886).
- Pantoporia bieti (Oberthür, 1894).
- Pantoporia consimilis (Boisduval, 1832).
- Pantoporia cyrilla C. & R. Felder, 1863.
- Pantoporia dama (Moore, 1858).
- Pantoporia dindinga (Butler, 1879).
- Pantoporia epira C. & R. Felder, 1863.
- Pantoporia hordonia (Stoll, 1790), Lascar[1].
- Pantoporia mysia C. & R. Felder, 1860.
- Pantoporia paraka (Butler, 1879).
- Pantoporia sandaka (Butler, 1892).
- Pantoporia venilia (Linnaeus, 1758).